# Glaucostegus typus
Glaucostegus typus là một loài cá thuộc họ Rhinobatidae. Chúng được tìm thấy ở Úc, Bangladesh, Ấn Độ, Indonesia, Malaysia, Singapore, Sri Lanka, and Việt Nam. Các môi trường sống tự nhiên của chúng là open seas, biển nông, and estuarine waters.